# Yusuf III de Granada
Yusuf III (1376-1417) fue el decimocuarto soberano de la dinastía del Reino nazarí de Granada que sucedió a su hermano Muhammed VII tras su muerte y ocupó el trono entre 1408 y 1417.
La estabilidad de su reinado se vio turbada por la campaña castellana iniciada en 1406 por Enrique III y continuada por el regente el infante Fernando de Antequera que significó la pérdida de Pruna y Zahara de la Sierra, aunque fracasó en la toma de Setenil por lo que se acordó una tregua de dos años. Pasado el periodo los castellanos emprendieron una nueva campaña que culminó con pérdida de la importante plaza de Antequera ante el infante en 1410. Yúsuf III, acosado por el avance cristiano, solicitó una tregua que obtuvo en 1410, pero antes de expirar lanzó varias razzias que tuvieron como resultado la reconquista de Zahara de la Sierra que fue abandonada por falta de medios. Al mismo tiempo organizó una campaña contra el Reino de Murcia que tuvo que suspender ante los sucesos que ocurrían en el Estrecho. La plaza de Gibraltar, en poder nazarí desde 1374, se sublevó y se entregó al sultán benimerín Abu Saíd Uthmán III, que envió a su hermano Abu Saíd al mando de un ejército.
Aprovechando la tregua, Yusuf III sitió Gibraltar. Abu Saíd pidió ayuda a su hermano el sultán, que no le envió más que unos pocos navíos mal equipados con escasas municiones y víveres, los cuales, para colmo, cayeron en manos de los granadinos. Abu Saíd sospechaba que su hermano, que deseaba deshacerse de él, había avisado en secreto a sus enemigos. Al final, Abu Saíd, comprendiendo lo difícil de su situación se rindió y fue encarcelado en Granada.
Pese a los ruegos de su hermano el sultán benimerín, Yusuf III mantuvo a Abu Saíd prisionero sabiendo que ante las turbulencias políticas de los benimerines, valía más vivo, y le mantuvo bien atendido. Cuando Abu Saíd Uthmán III fue asesinado en 1420, liberó a Abu Saíd para que interviniera en la lucha por el trono y así debilitar a sus vecinos del sur.
Finalmente, dada su intensa actividad epistolar con el Regente, el infante Fernando, que desde 1410 era rey de Aragón, pudo concertar un tratado de paz que entró en vigor en 1415 y que se hizo extensible a Castilla, a Aragón y al sultanato benimerín.
| Predecesor: Muhammed VII | Sultán de Granada 1408 - 1417 | Sucesor: Muhammed VIII |